# Luftverkehrs-Ordnung
Die Luftverkehrs-Ordnung (LuftVO) beschreibt detailliert die Regeln für die Piloten und den Betrieb jeglicher Luftfahrzeuge in Deutschland.
Mit Einführung der europäischen Durchführungsverordnung (EU) Nr. 923/2012 im Rahmen der Standardised European Rules of the Air (SERA) am 5. Dezember 2014 gilt diese vorrangig. Die LuftVO wurde am 29. November 2015 gekürzt und gilt seitdem als Ergänzung zur SERA.
Die LuftVO gilt für alle am Luftverkehr teilnehmenden Luftfahrzeuge, auch für Modellflugzeuge und Drohnen (UAVs). Neben den allgemeinen Regeln für Sicht- und Instrumentenflug enthält sie beispielsweise auch Vorschriften für den Funkverkehr an Flughäfen.
Teil der neuen LuftVO bleiben unter anderem Vorschriften zum Kunstflug, zu Schleppflügen, zum Umgang mit Unfällen, Störungen und sicherheitsrelevanten Ereignissen, zum Lärmschutz. In den meisten Teilen handelt es sich um Ergänzungen zu Aspekten, die in der VO 923/2012 nicht vorhanden sind.

## Geschichte
Eine erste „Verordnung über Luftverkehr“ stammt vom 19. Juli 1930 (RGBl. I, S. 363); eine Neufassung datiert auf den 21. August 1936 (RGBl. I, S. 659). Endgültig außer Kraft gesetzt wurde diese Verordnung erst mit der LuftVO vom 16. September 1963 (BGBl. I S. 652). Das gilt ebenso für die zwischenzeitlich vom „Civil Aviation Board (CAB)“, der Luftfahrtbehörde der Alliierten Hohen Kommission, im Rahmen des Besatzungsstatuts für die Bundesrepublik erlassene „Verordnung über Luftverkehrsregeln“ vom 4. Juni 1953 (BAnz. Nr. 104, S. 1). Diese hatte zuvor die ebenfalls schon vom „CAB“ verfügte „Flugverkehrsordnung“ vom 4. Mai 1951 (BAnz. Nr. 84, S. 1) abgelöst.